# Конституция ЮАР
Конституция Южно-Африканской Республики — высший закон ЮАР. Она обеспечивает правовую основу для существования государства, устанавливает права и обязанности её граждан, а также определяет структуру правительства ЮАР.
Действующая Конституция Южно-Африканской Республики была принята Учредительным собранием 11 октября 1996, заверена в Конституционном суде 4 декабря, подписана президентом ЮАР Нельсоном Манделой 10 декабря и вступила в силу с 4 февраля 1997 года, заменив и отменив временную конституцию ЮАР 1993 года.
С момента принятия Конституции в неё 16 раз были внесены поправки.

## Структура
Конституция состоит из преамбулы, 14 разделов и 7 приложений. Каждый раздел и приложение описывает конкретную тему. Ниже представлен список разделов и приложений с темами.

### Разделы
Раздел 1 Конституции называется «Основные положения». Он закрепляет в Конституции основные национальные принципы, определяет флаг Южной Африки и список официальных языков. Согласно статье 2 раздела 1, все нормативные акты, противоречащие Конституции, не имеют никакой юридической силы.
Южная Африка по определению этого раздела является демократической, независимой республикой, основанной на принципах защиты достоинства, прав человека и верховенства закона.
Другие разделы:
- Раздел 2 — Билль о правах
- Раздел 3 — Правительство
- Раздел 4 — Парламент
- Раздел 5 — Президент
- Раздел 6 — Провинции
- Раздел 7 — Местное самоуправление
- Раздел 8 — Суды и исполнение правосудия
- Раздел 9 — Государственная поддержка учреждений конституционной демократии
- Раздел 10 — Публичная администрация
- Глава 11 — Служба безопасности
- Раздел 12 — Традиционные лидеры
- Раздел 13 — Финансы
- Глава 14 — Общие положения

## История
Южно-Африканский Союз был образован 31 мая 1910 года, а его государственное устройство начал определять Акт 1909 года, подготовленный представителями четырёх колоний — Капской, Наталя, Колонии Оранжевой реки и Трансвааля и принятый парламентом Великобритании. Вместе с внесенными поправками позже этот закон был положен в основу конституции 1961 года, которая получила одобрение парламента страны и вступила в силу после провозглашения Южной Африки республикой 31 мая 1961 года. Согласно этой конституции, правительство ЮАР возглавлял премьер-министр, подотчетный парламенту. Право быть избранными в парламент имели только белые, фактически их монополией было и избирательное право.
3 сентября 1984 года вступила в силу новая конституция ЮАР, которая предусматривала создание трёхпалатного парламента. Палаты формировались на расовой основе, их полномочия были неравноценны. Главной была палата, избранная белыми, а палаты, избранные азиатским и цветным населением, играли подчиненную роль. По-прежнему из политической жизни ЮАР были исключены африканцы, составлявшие три четверти населения страны. Пост премьер-министра был упразднен, и его функции перешли к государственному президенту.
В январе 1991 года между политическими партиями начались консультативные переговоры о введении демократической многорасовой политической системы. В 1993 году, в ходе переговоров, проведенных в июне-июле, была согласована дата проведения первых в истории страны многорасових выборов — 27 апреля 1994 года. В этот день южноафриканцы избрали депутатов временного парламента, который должен был разработать новую постоянную конституцию.
Временная конституция, предусматривавшая создание многорасового демократического государства, была ратифицирована в декабре 1993 года и вступила в силу 27 апреля 1994 года.
В октябре 1996 года Конституционное собрание приняло новую конституцию ЮАР, которая вступила в силу 4 февраля 1997 года. Одной из важнейших частей конституции стал «Билль о правах», в основу которого лег одноименный американский документ.